# Karaops australiensis
Karaops australiensis là một loài nhện trong họ Selenopidae.
Loài này thuộc chi Karaops. Karaops australiensis được Ludwig Carl Christian Koch miêu tả năm 1875.